# Abraham de Koningh
Abraham de Koningh of de Coninck (Belle, 1586 - Amsterdam, 1619) was een Zuid-Nederlands handelaar in kunstvoorwerpen en schrijver van toneelstukken.

## Levensloop
De Koningh vluchtte vanwege zijn godsdienstige overtuiging naar Noord-Nederland en vestigde zich als kunsthandelaar in Amsterdam. Hij werd er lid van de Brabantse rederijkerskamer 't Wit Lavendel. Samen met zijn medelid, de Antwerpenaar Jan Sieuwertsen Colm, hielp hij door zijne gedichten de bloei van het Nederduitse toneel voorbereiden, als voorloper of tijdgenoot van P. C. Hooft, Coster en Brederoo. Hij was pas drieëndertig toen hij overleed.
Een opvoering van zijn Jephtah werd door Joost van den Vondel bijgewoond, die er een sonnet aan wijdde.

## Publicaties
- Jephthah ende zyn eenighe dochters, treurspel, Amsterdam, 1615.
- 't Spel van Sinne vertoont op de tweede lotery van d'arme oude mannen en vrouwen gasthuys, tot lof en eer der wytheroemden stadt Amsterdam, Amsterdam, 1616.
- Spel ter inkomste van de Brabandtsche kamer te Amsterdam, 't Witte Lavendel, op de Rederykersfeest te Vtaerdingen in 1617, in: Vlaerdings Redenryckbergh, Amsterdam, 1617.
- Achabz treurspel op de regel: Al is de loghen snel, de waarheit achterhaalt se wel, Amsterdam, 1618.
- Simson's treurspel op de regel: Wie zyn leet met leet wil wreken, Simson's kracht sal hem ghebreken, Amsterdam, 1618.